# Concorde (Andorre)
Pour les articles homonymes, voir Concorde.
Concorde (en catalan : Concòrdia abrégé C) est un parti politique andorran formé en 2022 dans l'objectif de se présenter aux élections législatives de 2023. Il propose de freiner les investissements étrangers dans le secteur immobilier et de rationaliser les prix des logements, et critique à la fois l'accord d'association avec l'Union européenne, exigeant qu'Andorre reste en dehors du marché unique européen. Le parti se positionne également comme un défenseur de la préservation du patrimoine naturel,.
Concorde est dirigé par deux coprésidents, Cerni Cairat et Olalla Losada. Au moins un président doit toujours ne pas occuper un poste élu pour séparer l'influence institutionnelle de l'organisation du parti,.
Concorde est la grande surprise des élections législatives de 2023 en remportant cinq sièges au Conseil général devenant la deuxième force politique du pays.

## Résultats électoraux

### Élections législatives
| Année | Tête de liste      | Voix  | %     | Sièges |
| ----- | ------------------ | ----- | ----- | ------ |
| 2023  | Cerni Escalé Cabré | 4 109 | 21,43 | 5 / 28 |